# Casa del Mossèn Bel
Casa del Mossèn Bel és una obra de la Sénia (Montsià) inclosa a l'Inventari del Patrimoni Arquitectònic de Catalunya.

## Descripció
Edifici entre mitgeres, de planta i dos pisos, amb sortida al c/ Jaume I i al de Pallerols. Format per dos cossos rectangulars perpendiculars que delimiten un angle recte, amb un ample pati de llums en el lloc on s'uneixen. Interessen la façana del carrer Jaume I (la del carrer Pallerols ha estat refeta), l'escala d'aquest tram d'edifici (a la catalana i amb ull central) i el pati interior. La façana té la base de pedra i la resta arrebossada; dues portes i finestra a la planta, balcó gran al primer pis i tres finestres al 2n, emmarcades per motllures. El pati té els murs dels dos nivells en forma de galeria d'arcades de mig punt, emmarcant o no finestres; a l'extrem superior té una barana balustrada i els murs són arrebossats. La coberta superior de l'edifici no és teulada, sinó terrat.

## Història
A una de les portes que dona al c/ de Pallerols hi ha gravada la data de 1917. El que va fer aixecar l'edifici, mossèn Bel, no era capellà malgrat portar aquest nom. Posteriorment aquest edifici ha estat dividit en dos de diferents, a mans de dos propietaris, mitjançant una paret mitgera en el pati interior a nivell de primer pis. Durant la segona guerra carlina hi va morir el marquès de Zafra a mans dels liberals manats pel general Despujals.